# Alan Guth
Alan Harvey Guth (Nuevo Brunswick, Nueva Jersey; 27 de febrero de 1947) es un físico y cosmólogo estadounidense. Investigador, entre otros, en el Instituto de Tecnología de Massachusetts (MIT), elaboró la primera formulación de la teoría del universo inflacionario en la década de 1970.
Guth se graduó en el MIT en 1969, cuando recibió un BSc y una MSc en Física, y recibió un doctorado en 1972, también en Física.
Al ser un físico de partículas novato, Guth desarrolló la idea de la inflación cósmica en 1979 en Cornell y dio su primer seminario sobre el tema en febrero de 1980. Avanzando a la Universidad de Stanford Guth propuso formalmente la idea de la inflación cósmica en 1981. La idea consistía en que el naciente universo pasó por una fase de expansión exponencial que fue impulsada por una positiva densidad de energía de vacío. Los resultados de la misión de la WMAP en 2006 hicieron el caso de inflación cósmica muy convincente.
Sus intereses de investigación están en el ámbito de la teoría de partículas elementales y la aplicación de la teoría de partículas al universo temprano.

## Vida
Alan Guth creció en Highland Park, Nueva Jersey. Su padre trabajó de tendero y luego tuvo una tintorería. Ni su padre ni su madre fueron a la universidad. Guth fue a escuelas públicas en Highland Park. Omitió el último año de la escuela y empezó a estudiar Física en el Instituto de Tecnología de Massachusetts en 1964. Recibió un BSc y una MSc en 1969 y un doctorado en 1972.
Durante los nueve años después de sus estudios universitarios investigó problemas matemáticos en la teoría de las partículas elementales y trabajó para la Universidad de Princeton, la Universidad de Columbia, la Universidad Cornell y el Stanford Linear Accelerator Center (Centro del Acelerador Lineal de Stanford), o SLAC. (De 1974 a 1979 fue investigador en la Universidad de Columbia en la ciudad de Nueva York y de 1979 a 1980 investigador en el SLAC.)
Cuando Alan Guth trabajó en la Universidad Cornell, un colega, Henry Tye, estudió la formación de monopolos magnéticos en el universo temprano y Guth se unió a su trabajo. Ambos continuaron investigando monopolos magnéticos en el SLAC el año siguiente. Descubrieron que las suposiciones estándares de la física de partículas y la cosmología daron lugar a una cantidad demasiada grande de monopolos magnéticos. Tratando de evitar este problema, Guth modificó la teoría del Big Bang, formulando la teoría del universo inflacionario.
De 1984 a 1991 Alan Guth fue físico en el Centro de astrofísica Harvard-Smithsonian en Cambridge, Massachusetts. De 1986 a 1990 fue miembro del comité ejecutivo de la División de Astrofísica de la Sociedad Estadounidense de Física (American Physical Society). Desde 1986 es catedrático de física.

## Obra en español
- Guth, Alan H. (1999). El universo inflacionario: la búsqueda de una nueva teoría sobre los orígenes del cosmos (Editorial Debate edición). ISBN 978-84-8306-178-7.[7]